# Antônio Carlos, Minas Gerais
Antônio Carlos är en kommun i Brasilien.   Den ligger i delstaten Minas Gerais, i den sydöstra delen av landet, 800 km sydost om huvudstaden Brasília. Antalet invånare är 11 112.
Omgivningarna runt Antônio Carlos är huvudsakligen savann. Runt Antônio Carlos är det glesbefolkat, med 17 invånare per kvadratkilometer.